# Zuid-Duits voetbalkampioenschap 1909/10

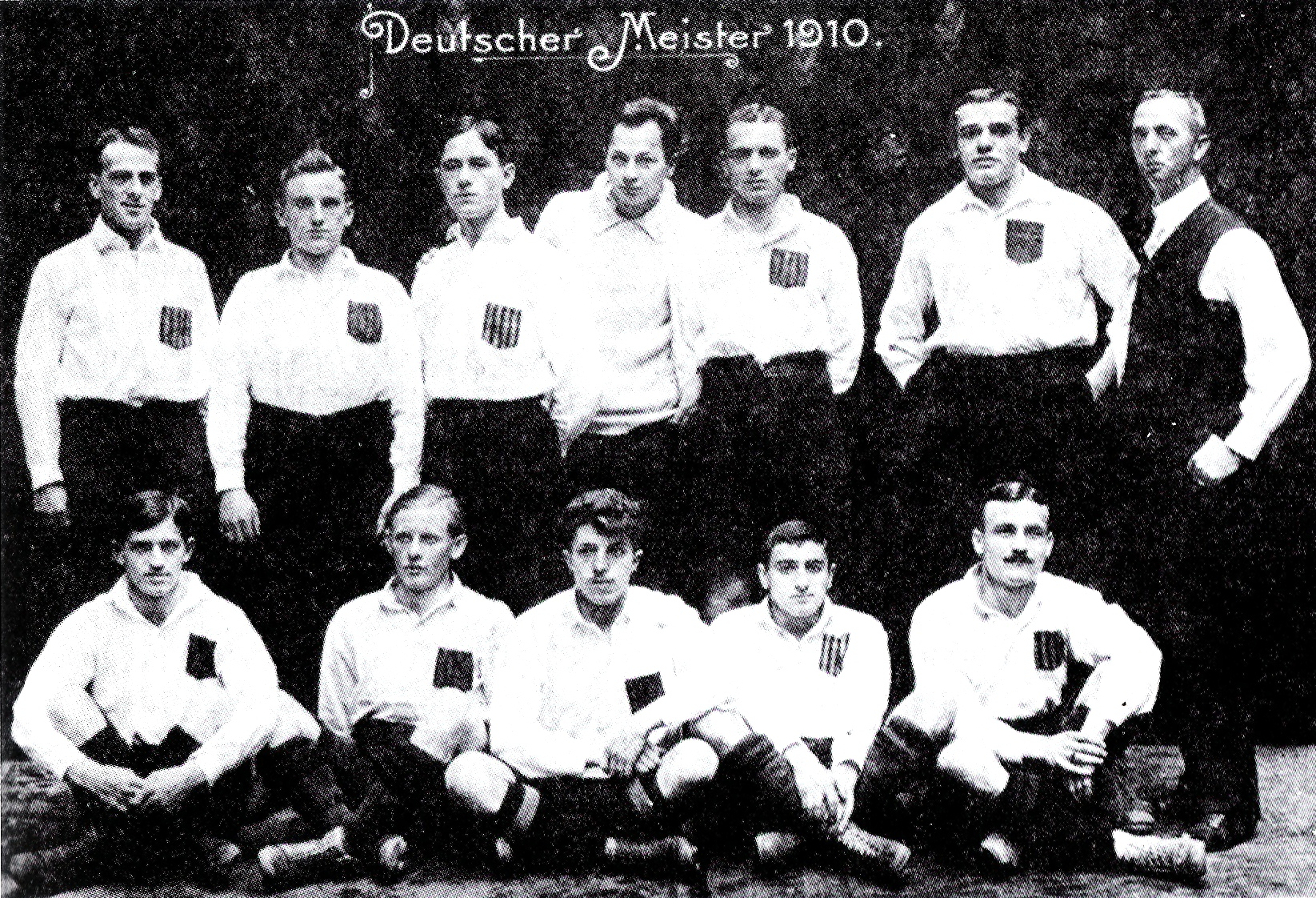
Team van Karlsruher FV in 1910

In 1909/10 werd het twaalfde voetbalkampioenschap gespeeld dat georganiseerd werd door de Zuid-Duitse voetbalbond. Karlsruher FV werd kampioen en plaatste zich voor de eindronde om de Duitse landstitel. Als titelverdediger was ook Phönix Karlsruhe geplaatst.
Phönix versloeg VfB Leipzig en FV Duisburger SpV. In de halve finale stonden de stadsrivalen tegenover elkaar en FV won nipt met 2-1. In de finale tegen Holstein Kiel trok de club ook aan het langste eind en werd landskampioen.

## Südkreis
| Plaats | Club                   | Wed. | W  | G | V  | Saldo | Ptn.  |
| ------ | ---------------------- | ---- | -- | - | -- | ----- | ----- |
| 1.     | Karlsruher FV          | 16   | 13 | 1 | 2  | 80:12 | 27:5  |
| 2.     | Karlsruher FC Phönix   | 16   | 12 | 3 | 1  | 61:22 | 27:5  |
| 3.     | FC Stuttgarter Kickers | 16   | 9  | 4 | 3  | 44:18 | 22:10 |
| 4.     | 1. FC Pforzheim        | 16   | 6  | 3 | 7  | 36:41 | 15:17 |
| 5.     | Alemannia Karlsruhe    | 16   | 5  | 2 | 9  | 28:48 | 12:20 |
| 6.     | Sportfreunde Stuttgart | 16   | 5  | 1 | 10 | 32:55 | 11:21 |
| 7.     | Freiburger FC          | 16   | 3  | 4 | 9  | 36:48 | 10:22 |
| 8.     | Straßburger FV         | 16   | 5  | 0 | 11 | 35:73 | 10:22 |
| 9.     | FC Union Stuttgart     | 16   | 3  | 4 | 9  | 22:57 | 10:22 |

|  | Play-off voor titel |

Play-off
|              |               |       |                      |           |
| 6 maart 1910 | Karlsruher FV | 3 - 0 | Karlsruher FC Phönix | Pforzheim |
| 6 maart 1910 |               |       |                      | Pforzheim |

## Eindronde
| Plaats | Club                      | Wed. | W | G | V | Saldo | Ptn  |
| ------ | ------------------------- | ---- | - | - | - | ----- | ---- |
| 1.     | Karlsruher FV             | 6    | 6 | 0 | 0 | 18:7  | 12:0 |
| 2.     | FA Bayern im Münchener SC | 6    | 2 | 1 | 3 | 16:12 | 5:7  |
| 3.     | Mannheimer FG 1896        | 6    | 2 | 0 | 4 | 11:18 | 4:8  |
| 4.     | FC Viktoria 94 Hanau      | 6    | 1 | 1 | 4 | 10:18 | 3:9  |